# Quarab
Le Quarab est une race chevaline américaine, issue de croisements entre l'Arabe et le Quarter Horse.  

## Histoire
Le Quarter Horse est réputé pour sa rapididé et sa puissance, et l'Arabe pour son agilité et son endurance. Le but du croisement est de faire naître un cheval de selle ayant à la fois davantage de substance que l'Arabe, et davantage de raffinement que le Quarter Horse,.
Le registre du Quarab est ouvert en 1989 pour promouvoir ce croisement. La section du Painted Quarab, ou Quarab pie, est ajoutée en 1991 pour inclure les croisements avec les chevaux tobiano et overo de race Paint Horse.

## Description
Le morphologie recherchée chez le Quarab est celle d'un bon cheval de selle. Elle peut être plus proche de celle du cheval de travail, avec un poitrail ouvert et musclé, ou plus proche de l'Arabe, donc plus fine, avec une longue encolure. La tête est généralement expressive, avec de grands yeux. La hauteur au garrot peut varier de 1,42  à   1,62 m.

### Robe

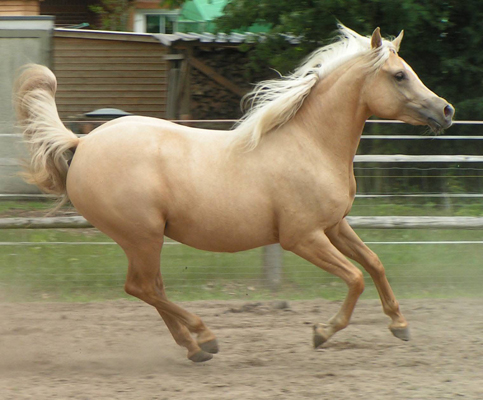
Jument Quarab de robe palomino.

Le Quarab présente une grande variété de couleurs de robe. L'influence du Quarter Horse et du Paint Horse permet des couleurs rares et recherchées, telles que le palomino, le bai dun, le souris et les variantes du pie, en plus des robes classiques du cheval telles que l'alezan, le noir et le bai.
Les marques blanches sur la tête et les membres, présentes couramment chez les races parentes, se retrouvent aussi souvent chez le Quarab.

### Tempérament
Idéalement, le Quarab doit combiner la grande intelligence de l'Arabe au caractère très calme du Quarter Horse, pour être des chevaux faciles à entraîner et à tenir en main.

### Sélection
Seuls les chevaux d'ascendance Arabe, Quarter Horse et Paint Horse sont acceptés dans la race Quarab, toute influence d'autres races est interdite. Le pourcentage autorisé d'ascendances Arabe ou Quarter Horse / Paint Horse va de 1/8e à 7/8e.
Les deux reproducteurs doivent être enregistrés dans leurs registres respectifs pour que leur poulain puisse prétendre être inscrit comme Quarab.

## Utilisations
La race est réputée facile à entraîner, avec des reporats d'exemples de jeunes chevaux tout juste débourrés sous la selle, mais capables de réaliser des figures en 8 aux trois allures. 
Le Quarab est réputé polyvalent, et apte tant aux concours de modèles et allures qu'à la randonnée au long cours ou au travail de ranch.
Le Quarab est généralement plus performant en compétitions de reining, de cutting, et d'endurance.

## Diffusion de l'élevage

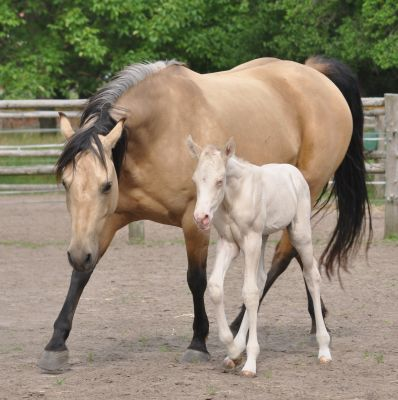
Jument Quarab isabelle, avec son poulain cremello.

Le regisre du Quarab a pris une dimension internationale, avec des sections d'élevage en Alaska, en Allemagne et aux Pays-Bas.